# Біля Пасіки (водоспад)
Бі́ля Па́сіки — водоспад в Українських Карпатах (масив Ґорґани) на межі присілка Діли (село Пороги) та сіл Кричка, Яблунька  Івано-Франківського району Івано-Франківської області. Розташований на відстані приблизно 5 км від автошляху Р38 (Богородчани – Гута). 
Загальна висота перепаду води — бл. 2 м. Утворився в місці, де річка Плоска (права притока Бистриці Солотвинської, бас. Дністра), перетинає потужні горизонтальні пласти флішу. Легкодоступний, до водоспаду веде польова дорога, проте маловідомий широкому загалу. Мальовничий вигляд має під час танення снігу або паводку.
Нижче по течії, на відстані близько 400-500 м, розташований водоспад Перемога (2 м).

## Етимологія назви
Назва водоспаду походить від місця, де в минулому була розташована сільська пасіка

## Світлини та відео

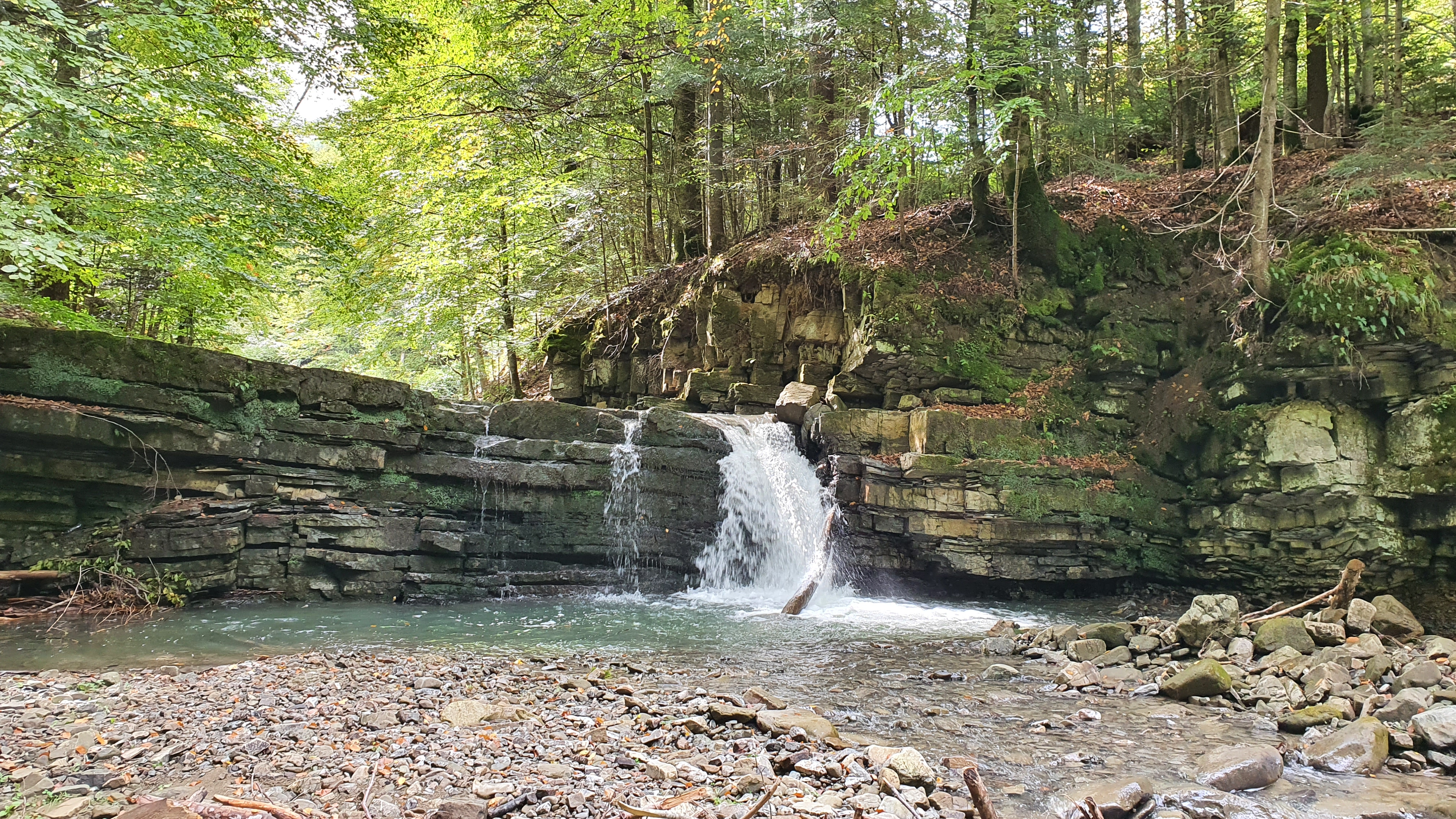
Водоспад здалеку
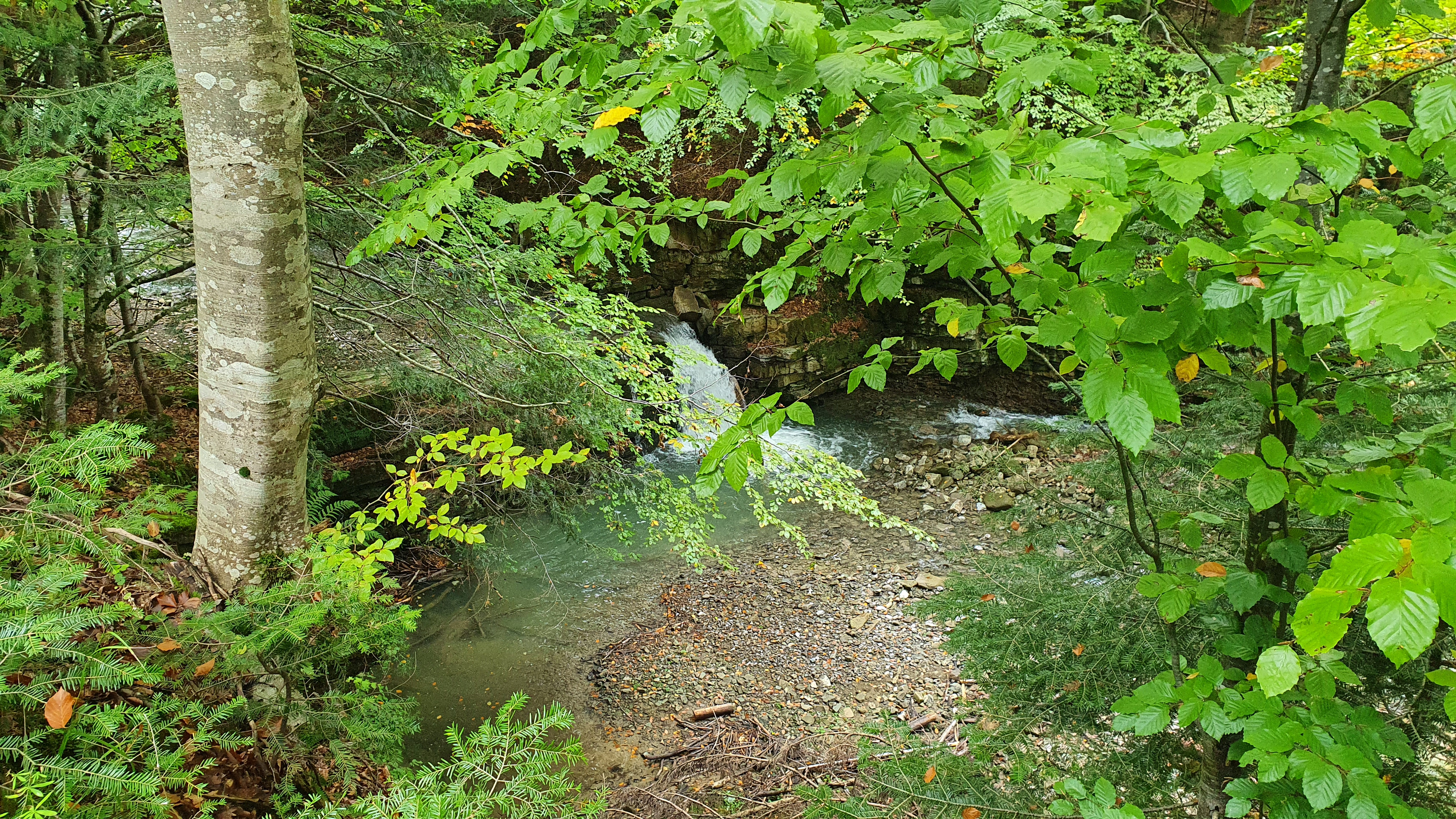
Водоспад з дороги
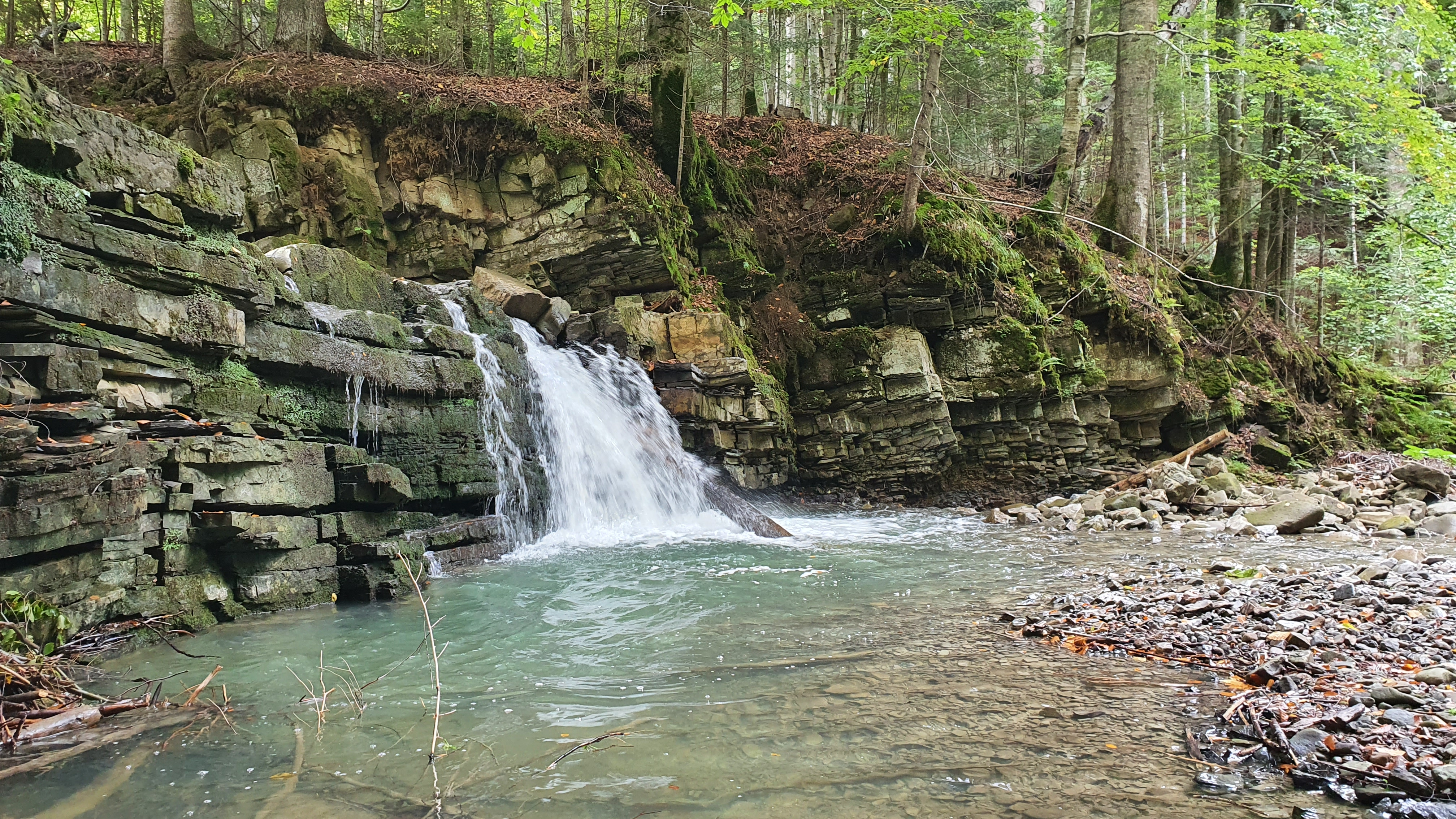
Водоспад збоку
- Відео водоспаду
- Водоспад з північно-західної сторони